# 地理藏寶

一個最廣泛使用的符號尋寶

地理藏宝是一种户外活动，玩家利用全球定位系统（GPS）接收器或其他导航技术，在世界各地隐藏和寻找地理藏宝盒。通常，这些地理藏宝盒是小型防水容器，例如塑料密封盒或弹药盒，内含有一本日志。较大的容器可能还可用于交换物品，通常是一些价值不高的玩具或小饰品。地理藏宝通常被形容为一种“高科技的捉迷藏游戏”，它与定向越野、寻宝游戏以及路标游戏（waymarking）具有许多相似之处。
目前，地理藏宝盒遍布世界超过100个国家，覆盖了七大洲，甚至包括南极洲。截至2010年4月10日，全球使用中的地理藏宝盒数量已超过1,031,429个。

## 歷史
地理藏寶和已有160年歷史的地理郵筒尋寶遊戲（letterboxing）相似，都是利用故事中的線索和地標來引導參與者。在2000年5月2日，GPS系統中的「選擇性可用干擾」功能被取消。這一改進提高了GPS系統的精確性，使得可以精確定位體積較小的藏寶盒，進而發展出地理藏寶。第一個有紀錄的地理藏寶盒是由來自俄勒岡州比弗河（Beavercreek）的大衛·爾默（Dave Ulmer）在2000年5月3日使用GPS記錄的。其坐標45°17.460′N 122°24.800′W / 45.291000°N 122.413333°W在Usenet的新聞組中公佈。至2000年5月6日，它已經被兩次發現，其中一次有詳細記錄。據戴夫爾默表示，藏匿的物品包括一個大部分被埋在地下的黑色塑料桶，內裝有軟體、錄像帶、書籍、食品、錢以及一把彈弓。
俄勒岡州公共廣播節目《俄勒岡野地指南》在2010年2月報導了地理藏寶事件，同時參觀了最初的藏匿地點。雖然現在在該地點豎立著一座金屬紀念碑，實際的藏匿地點卻位於附近的灌木叢中。

## 藏宝内容
地理藏寶和傳統的地理郵筒尋寶遊戲（letterboxing）相似，都是透過故事中的線索和地標引導藏匿者藏匿一個防水盒，內裝有日誌、筆以及可供交換的物品。藏匿者會記錄這個藏寶盒的坐標，然後將坐標和其他相關資訊張貼在網站上。其他地謎獵人可以從網站上取得坐標，再利用手持全球定位系統尋找藏寶盒。地謎獵人會在日誌本和網站上記錄他們的發現，並且可以自由交換藏寶盒中的物品，除了日誌、鉛筆和紀念章。
典型的地謎「寶藏」通常價值不高，但對於發現者來說具有個人意義。除了日誌，藏寶盒內容物通常包括不尋常的硬幣或貨幣、小玩具、裝飾品、CD或書籍。這些物品通常會從一個地謎地點移至另一個地謎地點，這種過程稱為搭便車，如旅行蟲或地理硬幣。這些可追蹤物品的流動情況可以在網站上進行記錄和追蹤。放置旅行蟲或地理硬幣的藏寶者通常會為這些物品設定特定目標，例如將它們放置在遠離家鄉的特定藏寶處，或將它們移至另一個特定國家，或者參與比賽，看誰能夠使它們移動得更快更遠。價值較高的寶藏有時會作為首次發現的獎勵（稱為「FTF」），或者作為到達困難地點的獎勵。一般而言，危險或非法物品，如武器和情色書刊，是不能放置在藏寶盒中的，並且違反大多數地理藏寶網站的規定。
藏寶盒的尺寸各不相同，最小的可以像小指尖一樣小，只能容納一張薄紙的日誌，而最大的可能是五加侖的桶子甚至更大。在鄉村地區，常見的藏寶盒尺寸是便當盒大小的塑料容器或多餘的軍用彈藥罐。彈藥罐被認為是藏寶盒的黃金標準，因為它們非常堅固、防水、防火，能夠避免被動物破壞，並且相對便宜，同時具有足夠的空間放置要交換的物品。相比之下，在城市地區，小尺寸的藏寶盒更常見，因為它們更容易藏匿。如果藏寶盒被損壞或被盜，這稱為被盜或掠奪。前者指的是對藏寶盒不熟悉的人擅自拿走，被稱為麻瓜，這個詞源自哈利波特系列，因為地謎藏寶遊戲的興起正好是在哈利波特風靡的時候。將食物或任何有氣味的東西放入藏寶盒絕對是不被建議的，因為動物可能會通過氣味找到藏寶盒，並且可能試圖打開它或拿走其中的物品，這樣會破壞藏寶盒，並迫使藏寶者更換新的。

## 術語解釋
寶藏的簽到簿或是官網上常見以下縮寫，認識這些縮寫能幫助您瞭解 Geocaching 玩家們的語言。
- DNF = Did Not Find / 未找到寶藏
- FTF = First to Find / 首先找到寶藏
- STF = Second to Find / 第二個找到寶藏者
- TTF = Third to Find / 第三個找到寶藏者
- TFTC = Thanks for the Cache / 感謝這個寶藏，或是感謝寶主
- TNLN = Took Nothing，Left Nothing / 沒有從寶藏中拿走東西，也沒有留下東西
- CO = Cache Owner / 寶主